# Lucjusz Jawolenus Pryskus
Lucius Iavolenus Priscus (właściwie Gaius Octavius Tidius Tossianus Lucius Iavolenus Priscus; ur. ok. 60, zm. ok. 138) – był rzymskim politykiem, senatorem i sławnym prawnikiem z I/II w n.e.

## Życiorys
Jawolenus był przełożonym prawniczej szkoły Sabinian (Scholae Sabinianae) jako następca Gnejusza Celiusza Sabinusa Arulenusa i nauczycielem Salwiusza Julianusa, który z kolei został jego następcą w szkole Sabinian.
Rozpoczął karierę jako legat legionu IV Flavia Felix w Dalmacji, następnie w 83 był legatem legionu III Augusta w Numidii. Potem był judycjariuszem prowincji Brytanii (iuridicus provinciae Britaniae; 84/86?), zanim w końcówce roku 86 (od września) został konsulem zastępczym (consul suffectus). W konsulacie tym towarzyszył mu Aulus Bucius Lappius Maximus. W następnych latach sprawował namiestnictwa Germanii Górnej (89/90-91/92), Syrii (ok. 98/99-ok.99/100) i Afryki (ok. 101).
Jawolenus zasiadał w radzie przybocznej (consilium) Trajana i Hadriana. Około 200 wyciągów z jego prac znajduje się w Digestach Justyniańskich. Jego pisma, szczególnie Libri XIV epistolarum, są mistrzowskim osiągnięciem analizy przypadków i powiązanych problemów, ale bez uogólnionych wniosków prawnych. Według niego wszelka definicja (omnis definitio) w prawie cywilnym (ius civile) jest ryzykowna, rzadko bowiem zdarza się, by nie można było jej wywrócić (paremia prawnicza). Inne jego prace znane z Digesta to:
- Ex Cassio Libri XV – piętnaście ksiąg komentarzy do prawa cywilnego Gajusza Kasjusza Longinusa, konsula z 30 n.e.
- Libri ex Plautio – pięć ksiąg komentarzy do spraw Plaucjusza, prawnika z czasów Wespazjana.
- Libri ex Posterioribus (lub Posteriorum Labeonis, Posteriorum Labeonis a Javoleno Epitomatorum Libri, Posteriorum Labeonis Epitome) – dziesięć ksiąg studium opinii jurysty Labeona.

Pliniusz Młodszy wspomina w liście z 106 lub 107 n.e. do Wokoniusza Romanusa o zabawnej sytuacji związanej z Jawolenusem i jego reakcją na recytację własnej poezji przez Passenusa Paulusa Propercjusza, który był bardzo bliskim przyjacielem Jawolenusa.
Zmarł w podeszłym wieku około 138.

## Źródła
- CIL III, 2864 inskrypcja znaleziona w Nedinum obecnie Nadin w Chorwacji
- CIL VIII, 23165 inskrypcja znaleziona w Thiges w Tunezji
- CIL XVI, 36 inskrypcja znaleziona w Mogontiacum obecnie Moguncja w Niemczech